# Agarista chlorantha
Agarista chlorantha är en ljungväxtart som först beskrevs av Chamisso, och fick sitt nu gällande namn av George Don jr. Agarista chlorantha ingår i släktet Agarista och familjen ljungväxter. Inga underarter finns listade i Catalogue of Life.